# 송학초등학교 (전남)
송학초등학교는 대한민국 전라남도 영광군 군서면 송학리에 있었던 공립 초등학교이다.

## 연혁
- 1939년 4월 1일 군서공립심상소학교 부설 관산간이학교 인가
- 1944년 4월 1일 군서송학공립국민학교 승격
- 1949년 12월 31일 군서송학국민학교로 개명
- 1982년 3월 2일 병설유치원 개원
- 1994년 2월 18일 제45회 졸업(총 3,809명)
- 1996년 3월 1일 송학초등학교로 개칭
- 1997년 3월 1일 폐교(군서초등학교로 통합)